# Święty Łukasz (obraz El Greca z Arteche)
Święty Łukasz – obraz hiszpańskiego malarza pochodzenia greckiego Dominikosa Theotokopulosa, znanego jako El Greco.
Portret Łukasza Ewangelisty należał do cyklu zwanego Apostolados. El Greco kilkakrotnie podjął się namalowania cyklu dwunastu portretów świętych i portretu Zbawiciela. Do dziś zachowały się w komplecie jedynie dwa zespoły; jeden znajduje się w zakrystii katedry w Toledo, a drugi w Museo del Greco. Wszystkie serie składały się z trzynastu wizerunków – apostołów i Chrystusa. Sześciu z nich ma zwrócone głowy w prawo, kolejnych sześciu w lewo, w centrum znajdował się wizerunek Chrystusa Zbawiciela. Postać Łukasza Ewangelisty była zastępowana wizerunkiem świętego Pawła. Taka sytuacja miała miejsce w serii znajdującej się obecnie w Museo del Greco.
W Katedrze w Toledo El Greco zdecydował się na wersję świętego z otwartą księgą; również portret świętego Łukasza z Almadrones ma zupełnie odmienną kompozycję. We wszystkich pozostałych, znanych trzech wersjach Łukasz został przedstawiony z księgą zamkniętą. Również we wszystkich trzech wersjach został przedstawiony w półpostaci.

## Opis obrazu
Święty Łukasz został przedstawiony jako młody mężczyzna o ciemnym zaroście, w ciemnozielonej szacie, z zamkniętą księgą przyciśniętą do piersi i z piórem w prawej dłoni. Oba atrybuty mają wskazywać na rolę Łukasza jako jednego z czterech autorów Ewangelii. Postać przedstawiona jest na ciemnym tle. Jedynie biały kołnierzyk wystający spod szaty i jasno oświetlone czoło świętego stanowi kontrast dla całej kompozycji.
Obraz znajdował się w kilku kolekcjach: w Condesas de Anover y Castañeda (Madryt); Durand-Ruel (Paryż); A.M. Huntington (Nowy Jork).

## Inne wersje
- Święty Łukasz – (1603-08)[1] (1610-1615)[2], 70 × 53 cm, Muzeum Sztuk Pięknych w Oviedo; w górnym prawym rogu obrazu widnieje błędna inskrypcja S.SIMON
- Święty Filip – (1603-08), 36 × 26 cm, Vda de Arias Collection, Saragossa (seria z Artechego)